# 休暇村瀬戸内東予

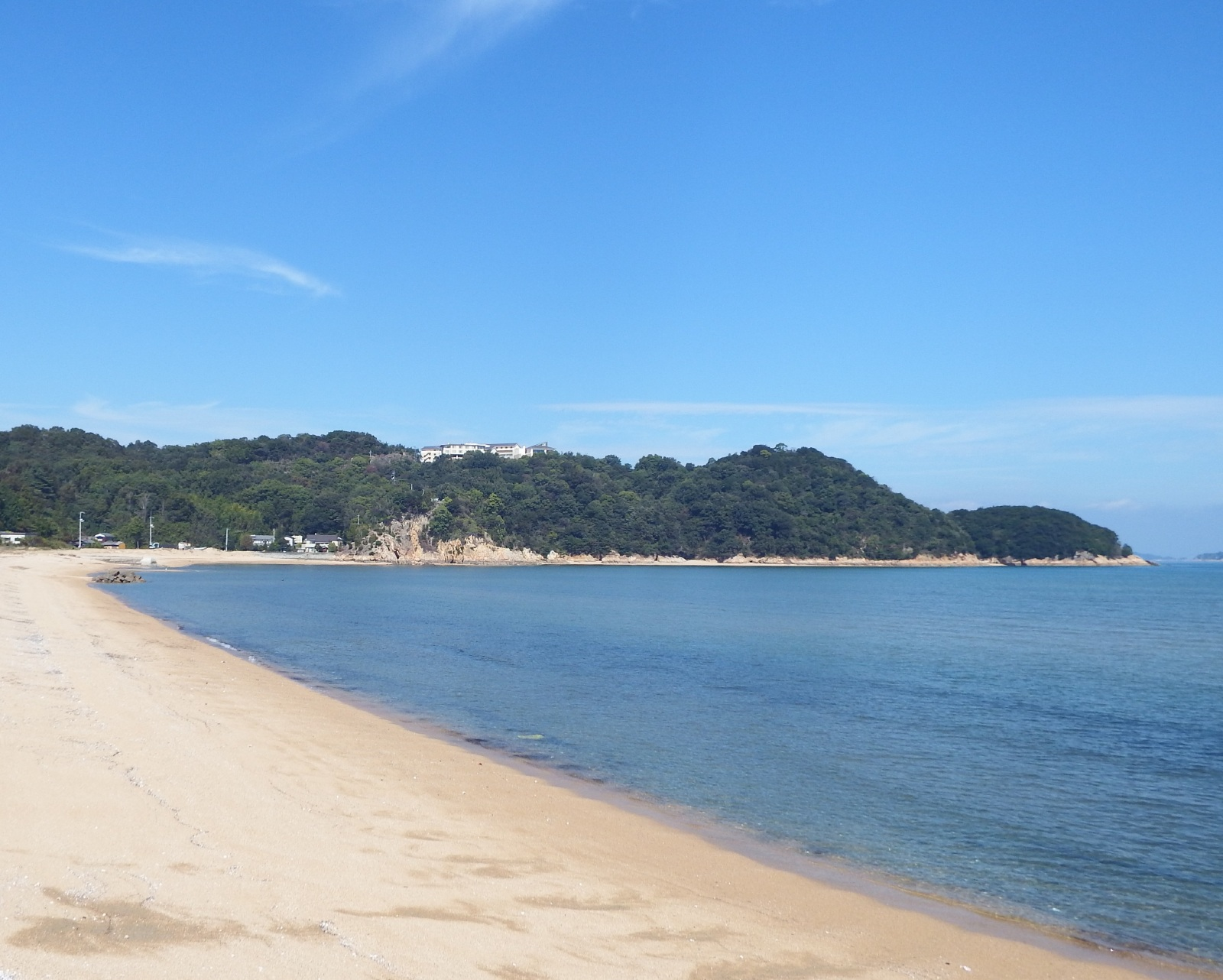
河原津海岸

休暇村瀬戸内東予（きゅうかむらせとうちとうよ）は、愛媛県西条市河原津にある休暇村である。一般財団法人休暇村協会が運営している。
1965年に「東予国民休暇村」としてオープン。1997年に「休暇村瀬戸内東予」に名称変更した。愛媛県西条市と今治市の市境に立地しており、施設からは燧灘と石鎚山系を望む事ができ、その景色が四国八十八景60番に選定されている。

## 館内施設
- 客室（49部屋）
- レストラン
- 売店
- 喫茶･ラウンジ：四国八十八景を楽しむだけの方の利用も可
- 温泉施設「ひうちなだ温泉」：日帰り入浴11:00～15:00 大人500円
- カラオケ施設

## 館外施設
- 休暇村海水浴場：キャンプ場の南に隣接してあり。
- シーサイドキャンプ場

瀬戸内海に面した桜井海岸沿いにキャンプ場が立地している。炊事棟･コインシャワー･売店（共に夏季のみ）も整備されている。
手ぶらdeキャンプ プランあり。
キャンプ場利用客は本館の温泉18:00～20:00の入浴可

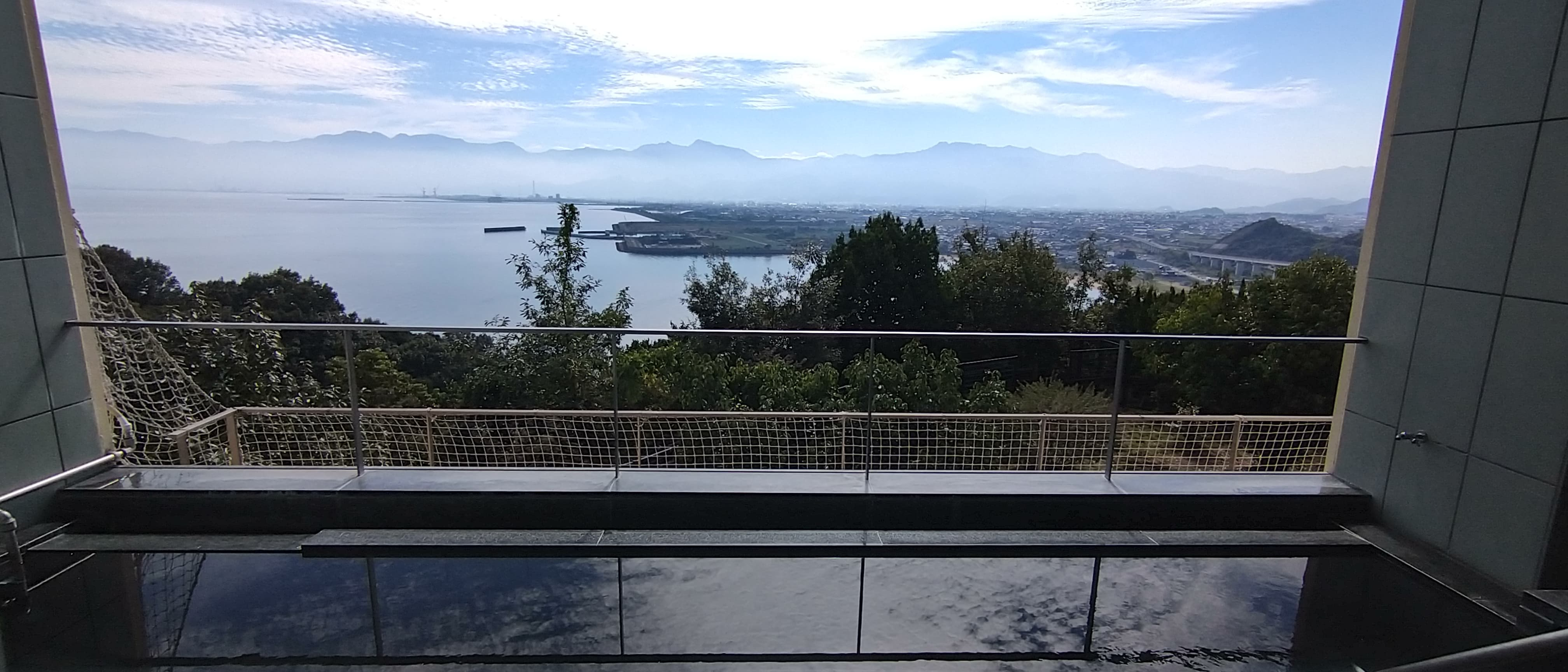
露天風呂
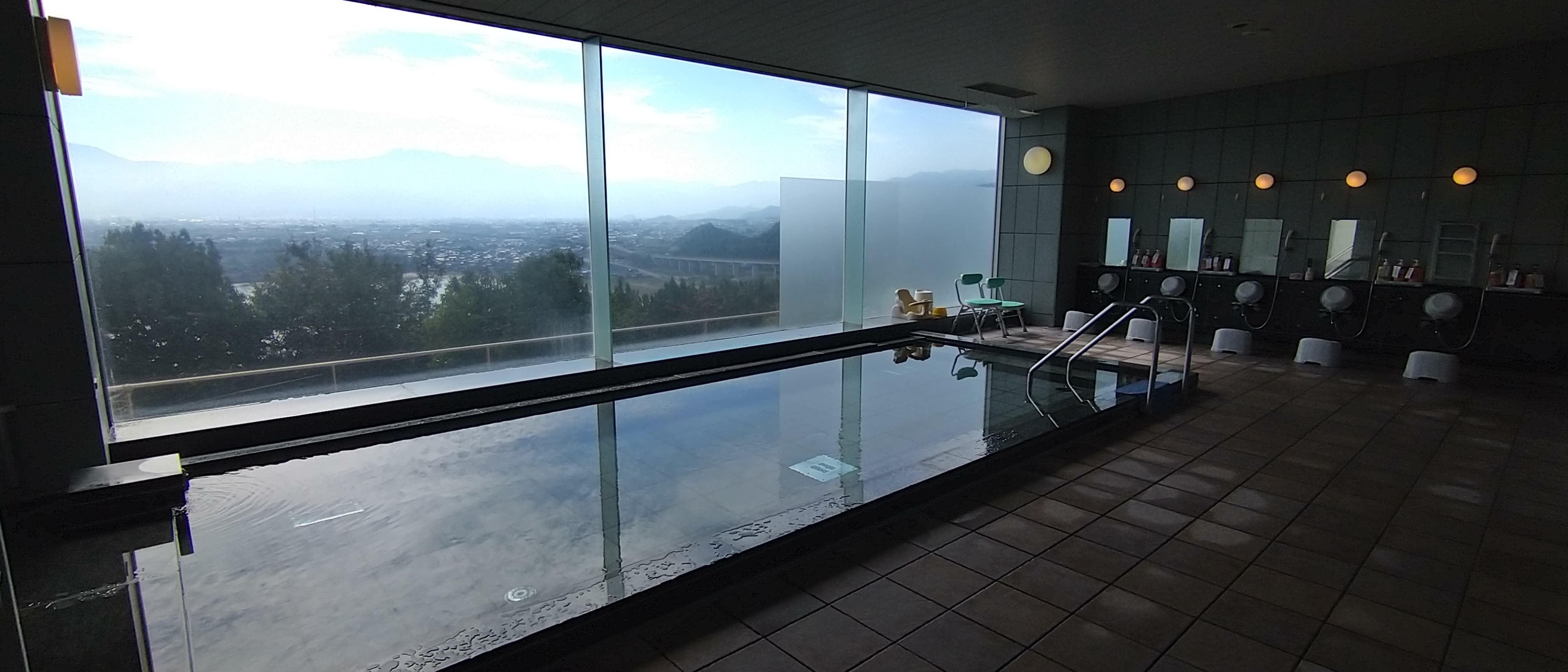
展望大浴場
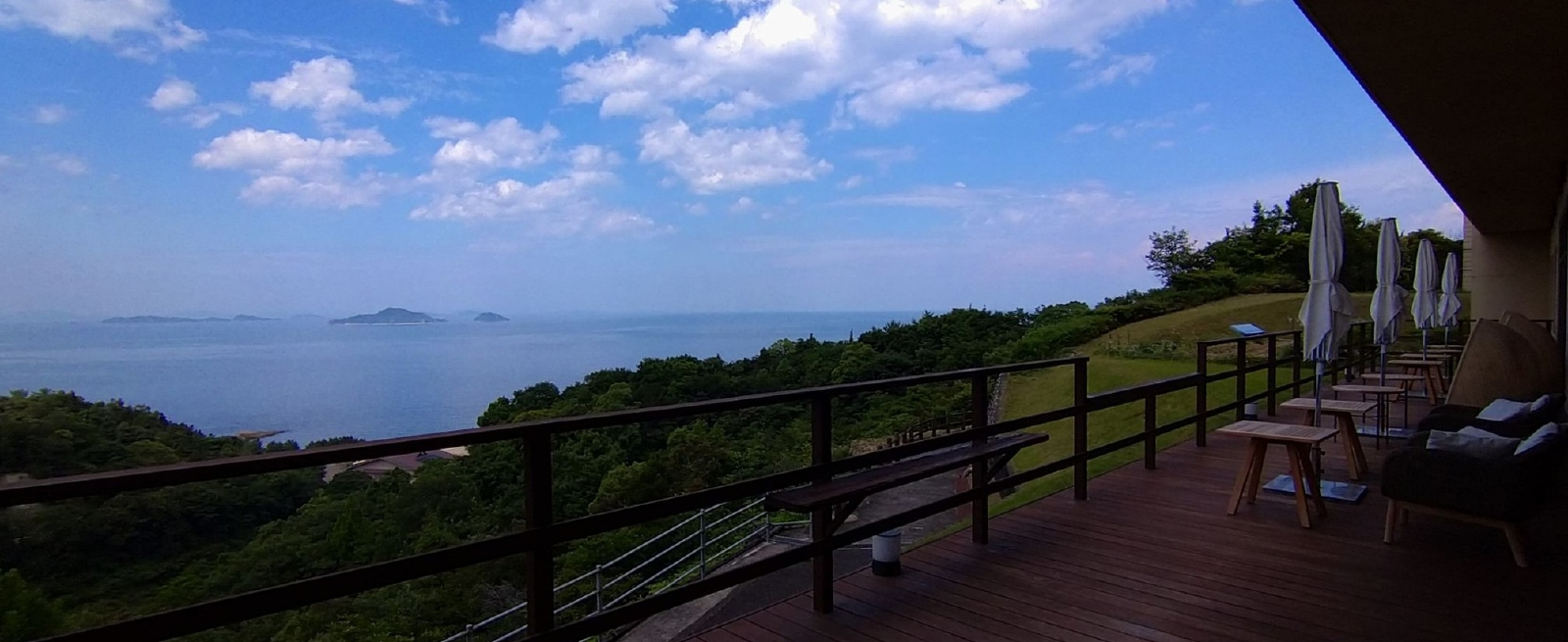
ラウンジのベランダ
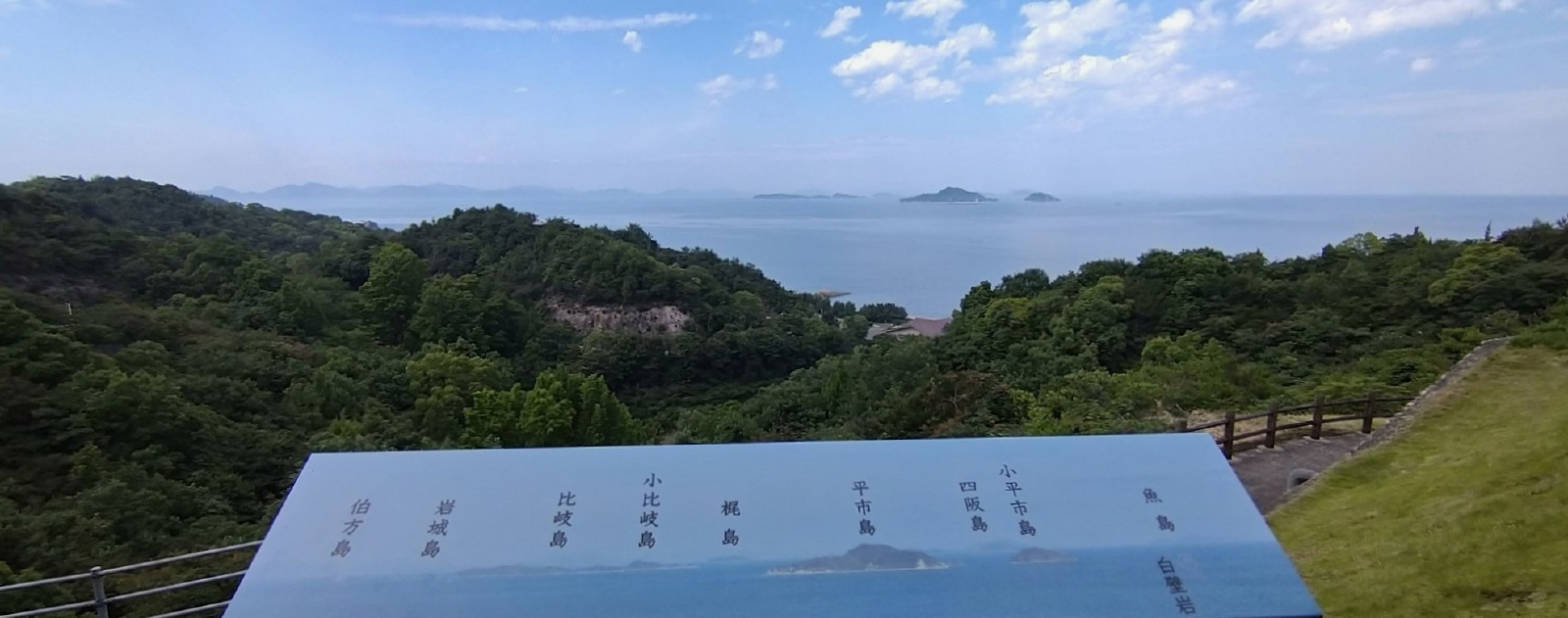
そのベランダからの景色
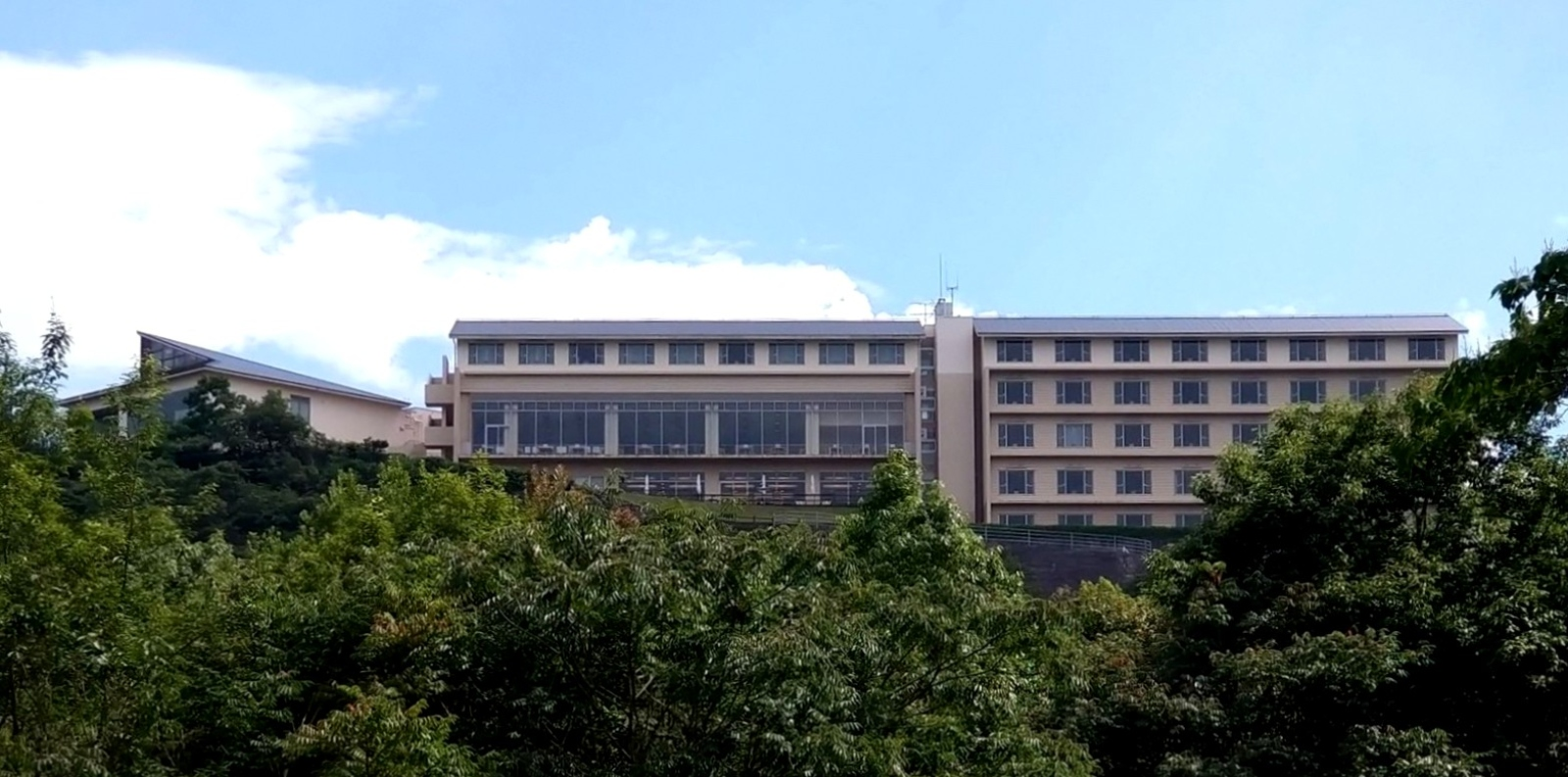
当館を海側より
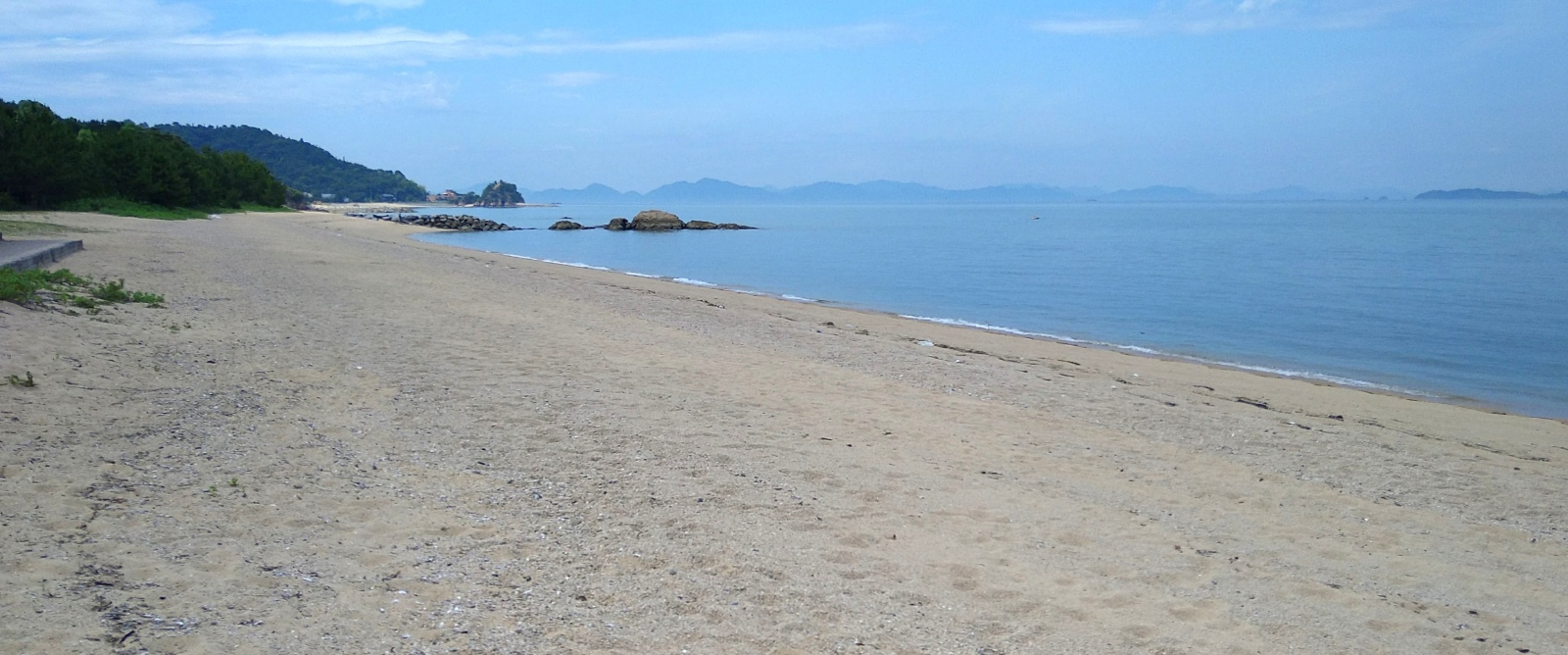
休暇村海水浴場
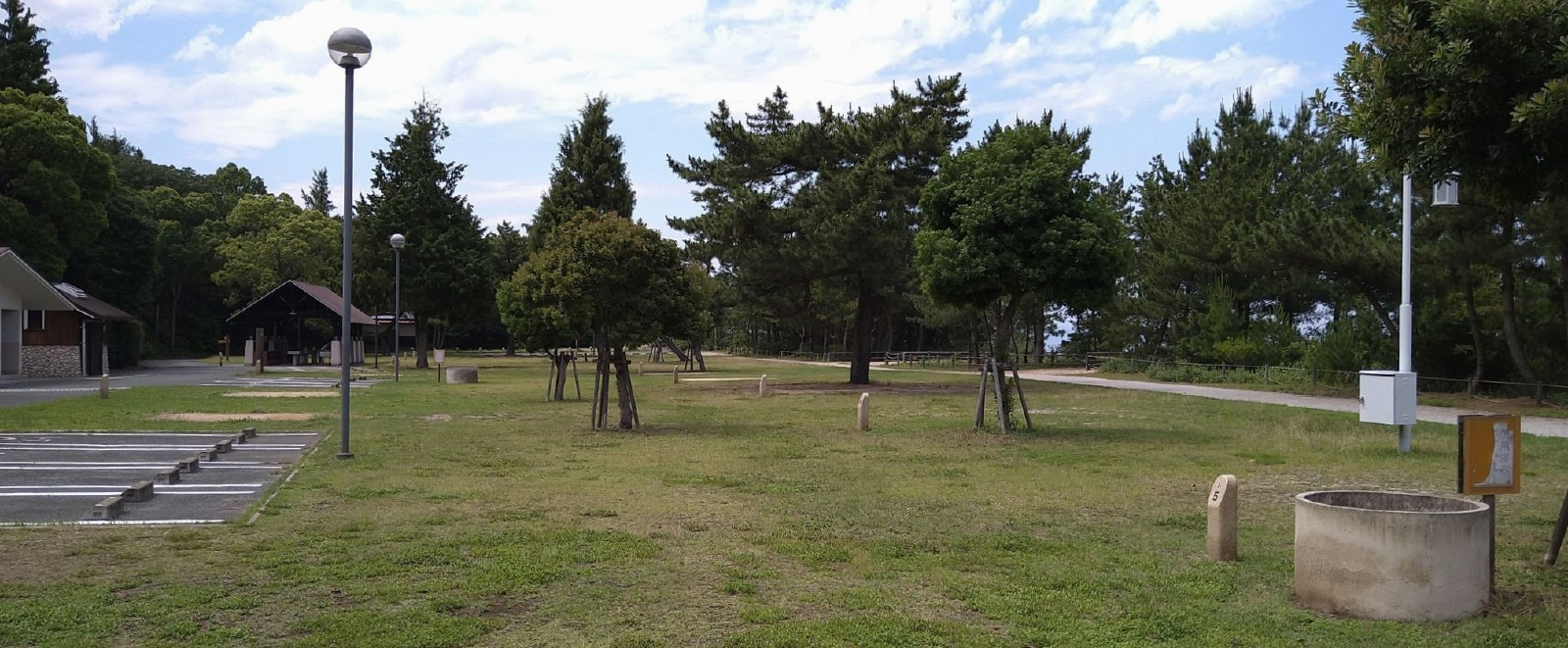
キャンプ場

## アクセス
- 予讃線壬生川駅より送迎バス（要予約）で約15分。
- せとうちバス（瀬戸内運輸）「休暇村入口」停留所で下車して徒歩で約10分。
- いずみ観光の空港リムジンバス（要予約）で「休暇村」停留所で下車。

## 周辺
- 桜井石風呂：キャンプ場の北に隣接してあり、夏場だけの営業。弘法大師が里人の病を癒すために開いたと云われている。
- 蛇越池湿原

当地への国道196号からの進入路入口付近にある医王池（通称・蛇越池）東南隅にあり約5000㎡昭和25年10月10日県指定天然記念物で自生植物約80種。

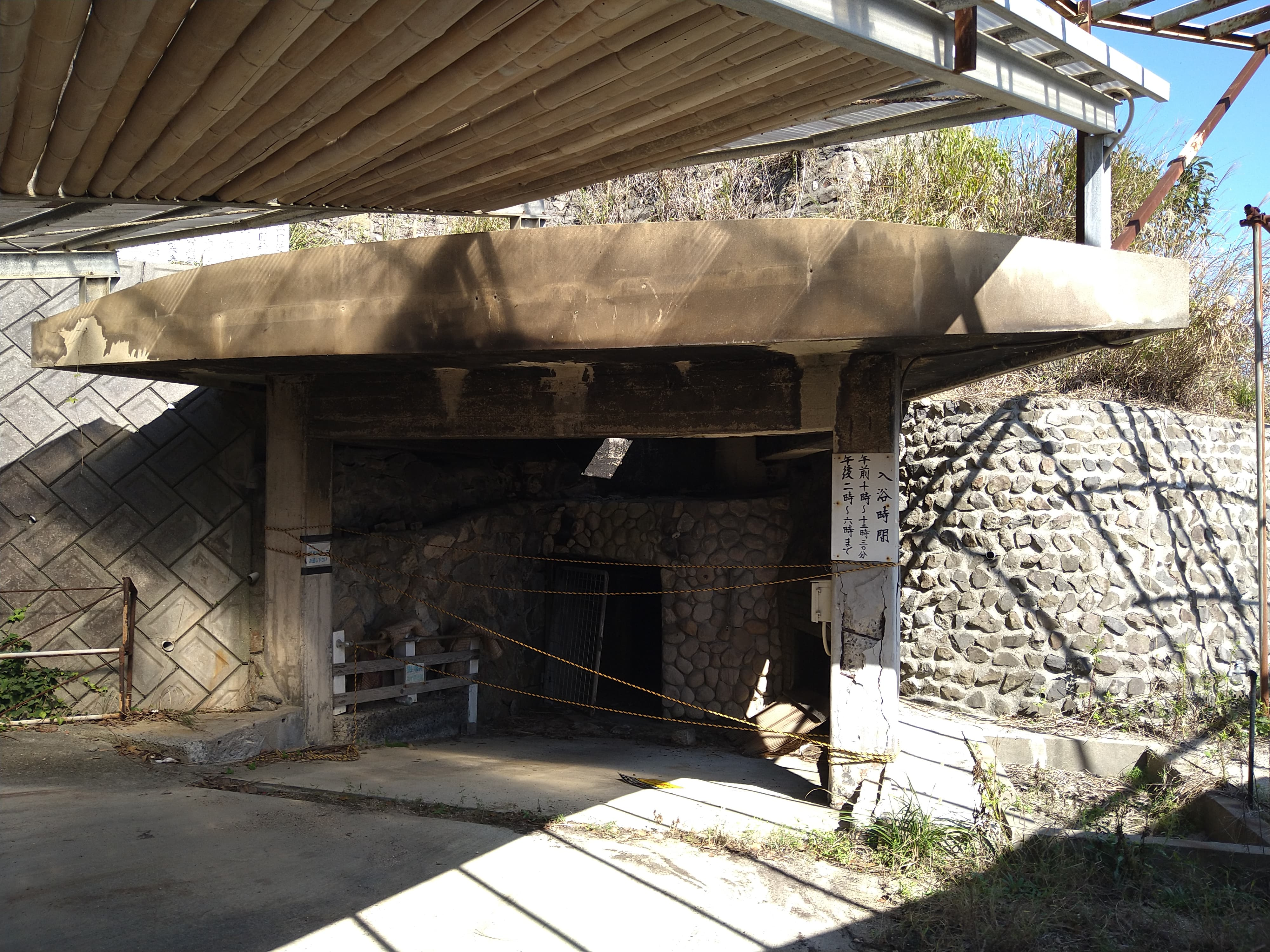
桜井石風呂
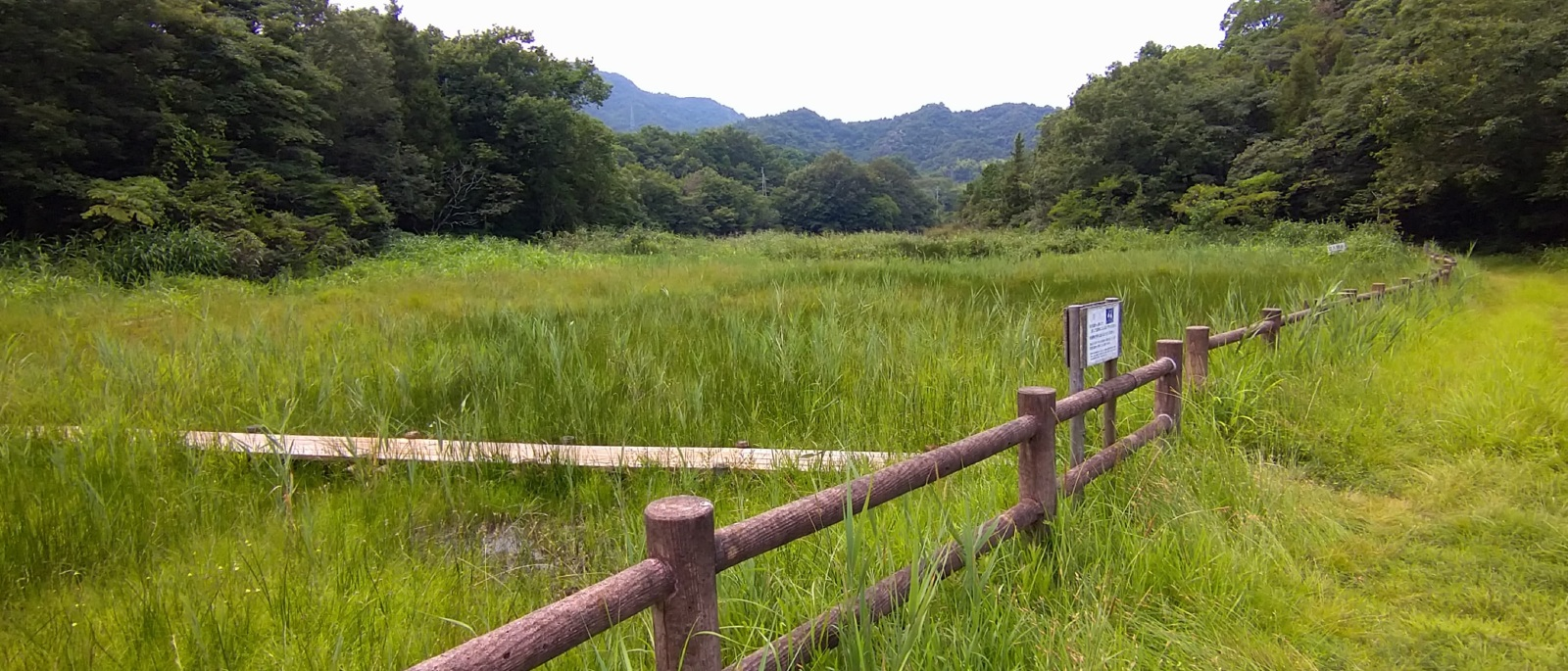
蛇越池湿原